# Stumpfblättriger Ampfer
Der Stumpfblättrige Ampfer (Rumex obtusifolius, schweiz.: Blacke oder Placke, wie auch den Alpen-Ampfer) ist eine Pflanzenart aus der Gattung der Ampfer (Rumex). Er kommt ursprünglich in weiten Teilen Eurasiens und in Nordafrika vor. Er wird als Speise- und Heilpflanze verwendet, in Landwirtschaft und Gartenbau heute aber eher als Unkraut angesehen und gilt wegen seines eher hohen Oxalsäure-Gehalts auch als giftig.

## Beschreibung

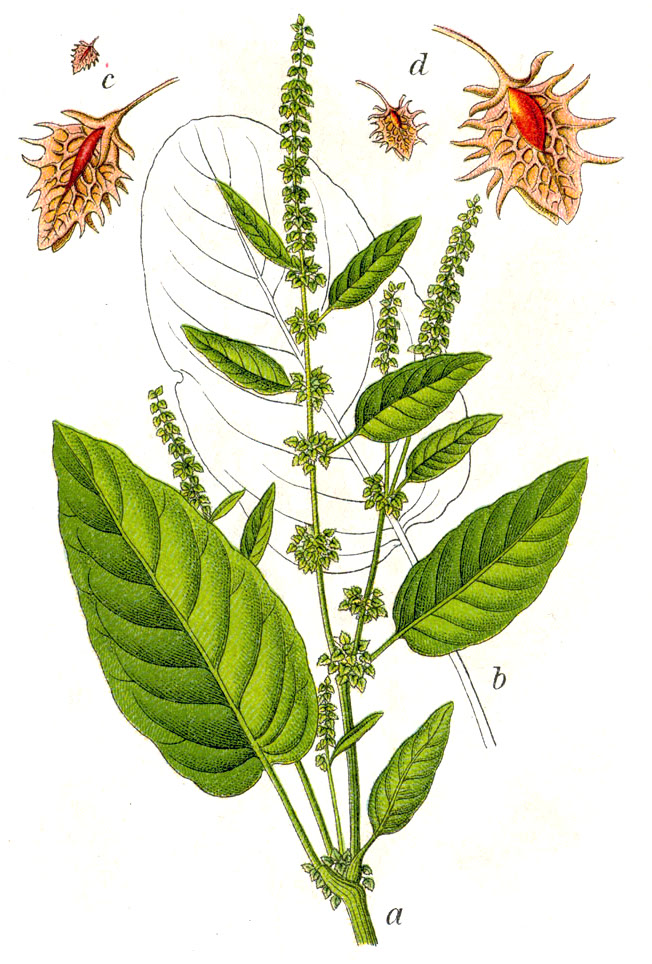
Illustration des Stumpfblättrigen Ampfers (Rumex obtusifolius subsp. obtusifolius)

### Vegetative Merkmale
Der Stumpfblättrige Ampfer wächst als überwinternd grüne, ausdauernde krautige Pflanze, die Wuchshöhen von 50 bis 120, ausnahmsweise bis zu 150 cm erreicht. Der aufrechte, von der Mitte an in den rispigen Blütenstand verzweigte, gerillte, kahle Stängel ist häufig rötlich überlaufen.
Das relativ große, vertikale Rhizom („Wurzelstock“) dieses Hemikryptophyten ist verzweigt, mehrköpfig und besitzt einen Durchmesser von bis zu 1,5 cm. Das Wurzelsystem reicht in eine Tiefe von 2 Metern.

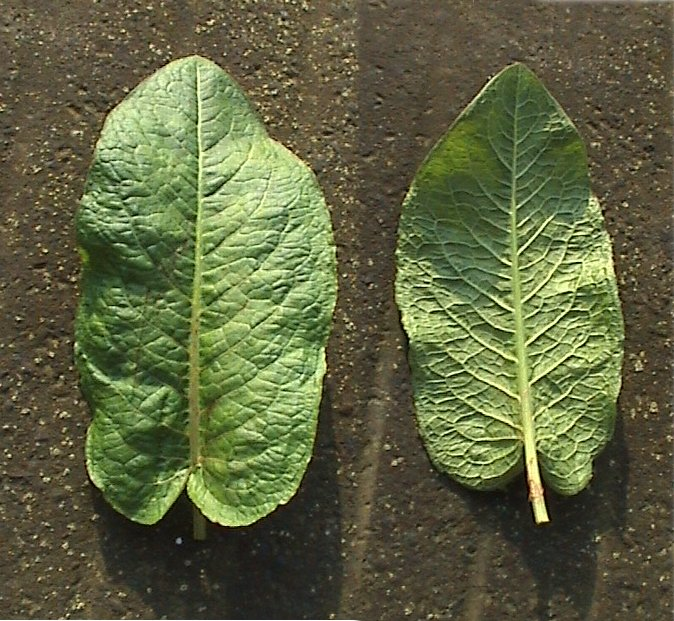
Ober- und Unterseite der Laubblätter

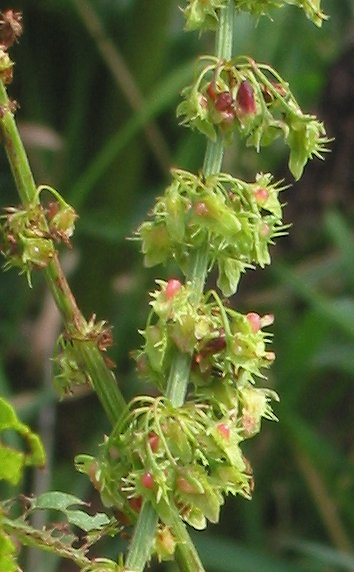
Ausschnitt eines Blütenstandes mit in lockeren scheinquirligen Teilblütenständen zusammenstehenden Blüten von Rumex obtusifolius subsp. obtusifolius

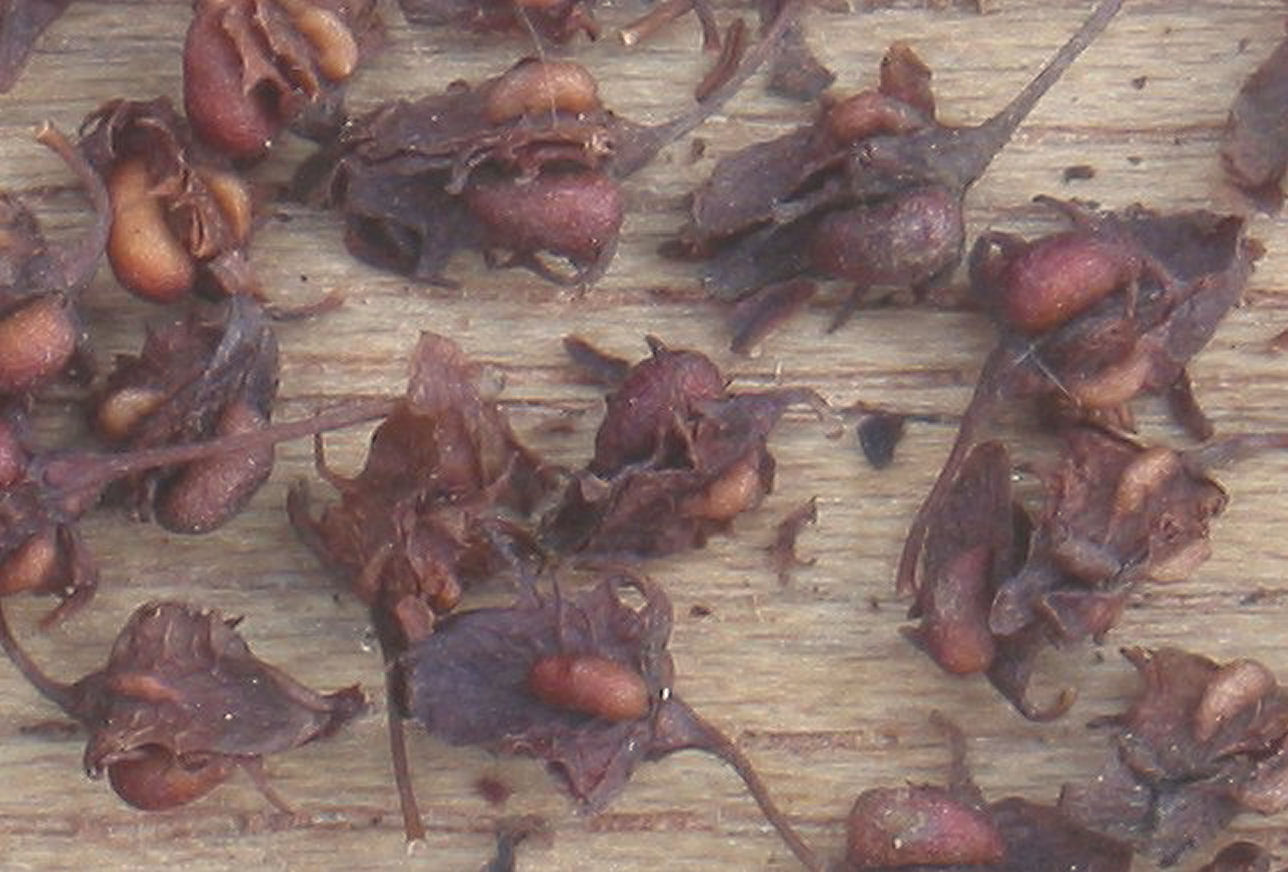
Nussfrüchte von Rumex obtusifolius subsp. obtusifolius noch in ihren schwielentragenden Valven

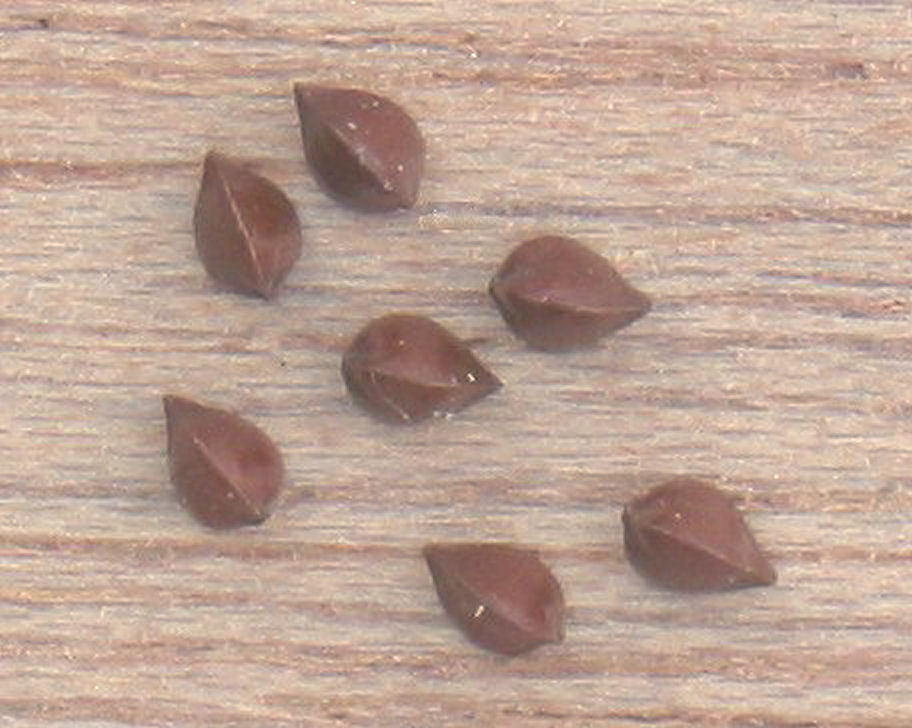
Dreikantige Nussfrüchte

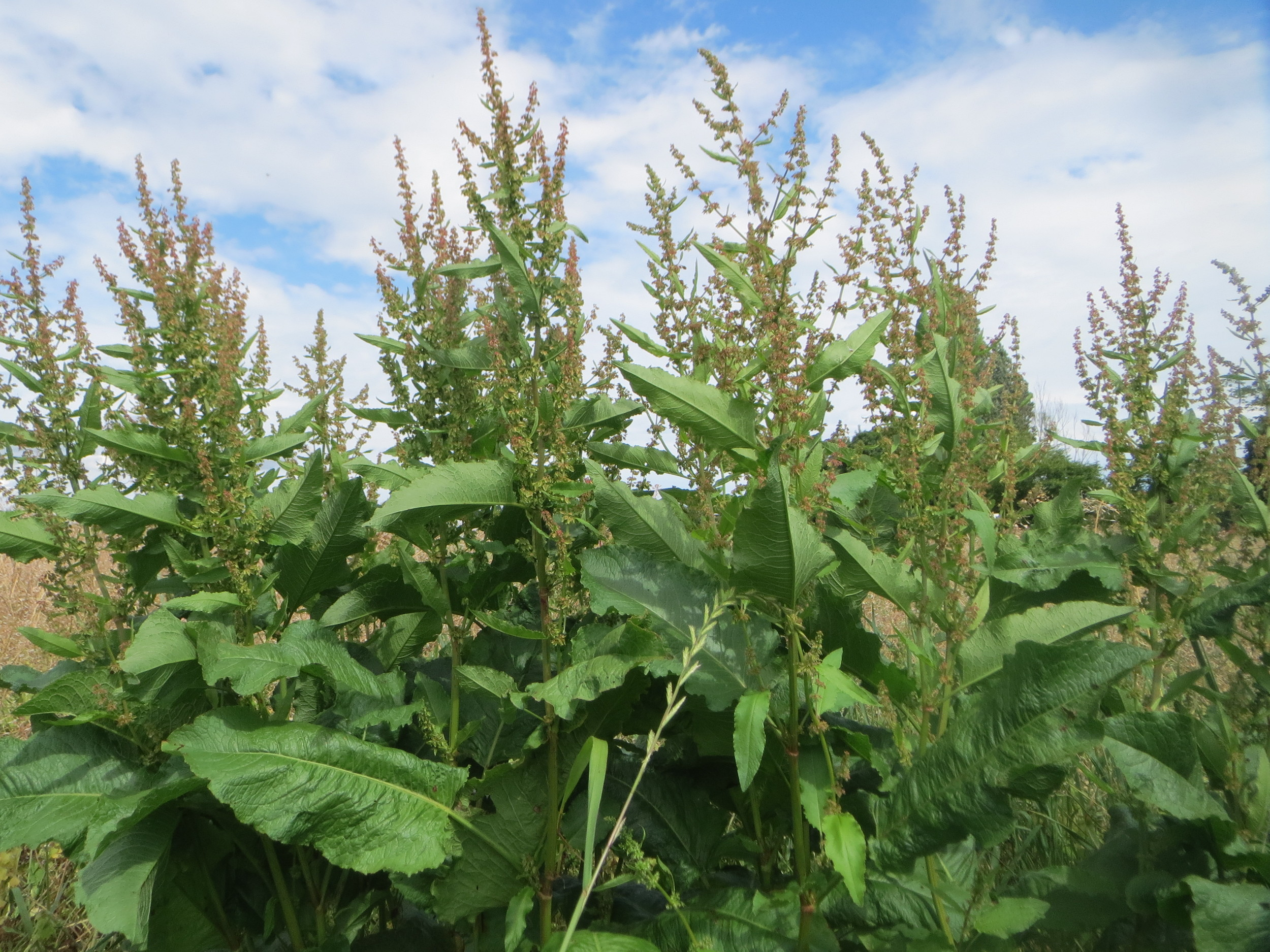
Stumpfblättriger Ampfer (Rumex obtusifolius), Bestand

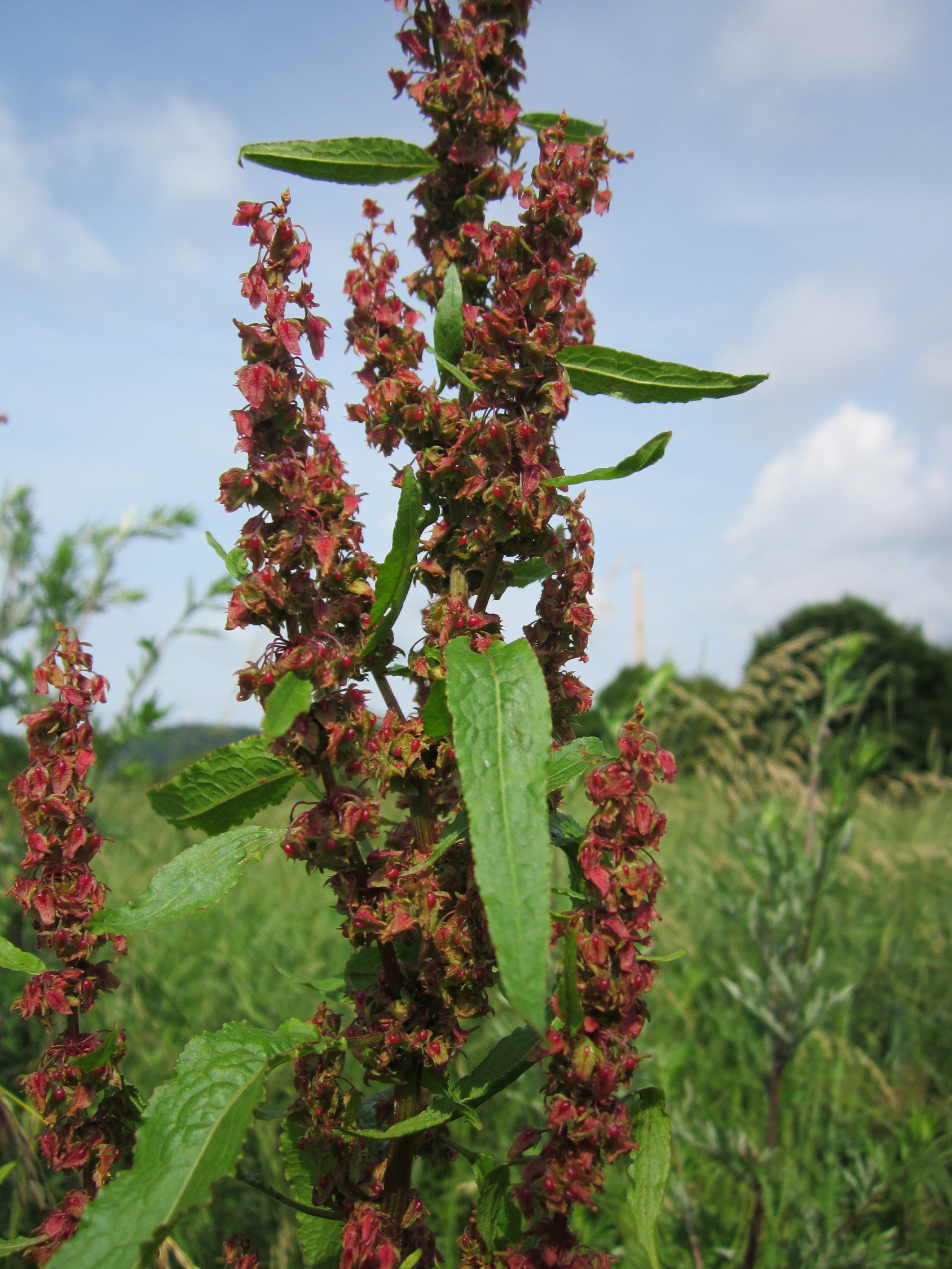
Stumpfblättriger Ampfer (Rumex obtusifolius)

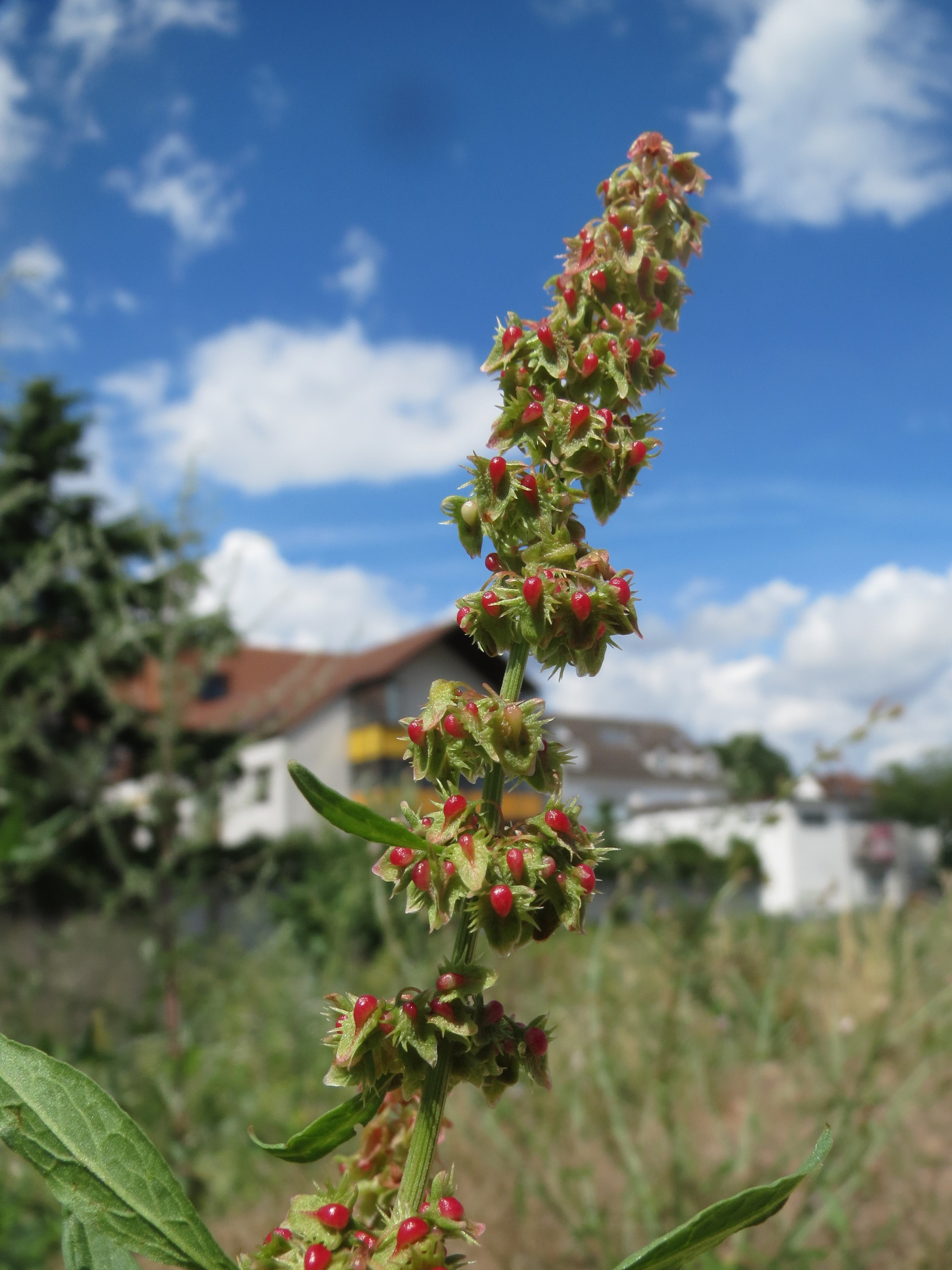
Stumpfblättriger Ampfer (Rumex obtusifolius), unreifer Fruchtstand

#### Blätter
Die Keimblätter sind lanzettlich und zwischen 20 und 25 mm lang.
Die Ochrea ist hinfällig oder bleibt in Resten erhalten. Die grundständig und wechselständig am Stängel verteilt angeordneten Laubblätter sind kahl oder an den Blattadern der Unterseite winzig papillös-rau. Die 6 bis 12 cm lang gestielten Grundblätter besitzen eine breit elliptische oder schmal bis breit eiförmige, 15 bis 40 cm lange und 10 bis 15 cm breite Blattspreite mit meist deutlich herzförmigem Spreitengrund, stumpfer bis spitzlicher Spreitenspitze und glattem, flachem bis leicht gewelltem Blattrand. Die nach oben hin zunehmend kleineren Stängelblätter besitzen einen kürzeren Blattstiel und eine schmal eiförmige Blattspreite mit einem gestutzten bis keilförmigen Spreitengrund.

### Generative Merkmale

#### Blütenstand
Der große, breite, rispige Gesamtblütenstand besitzt aufsteigende bis aufrecht abstehende Verzweigungen, die unverzweigt und gerade sind. 10 bis 25 Blüten stehen zu in lockeren scheinquirligen Teilblütenständen zusammen. Diese stehen am Grund der Verzweigungen entfernt und sitzen in den Achseln laubblattähnlicher Tragblätter, gegen die Spitze sind sie einander angenähert und blattlos. Die Blütenstiele sind meist 2,5 bis 8,5 (bis 10) mm lang, fadenförmig und unterhalb der Hälfte gegliedert.

#### Blüte
Die zwittrigen Blüten sind glockenförmig. Die Blütenhüllblätter sind ohne die Zähne etwa 1,5 bis doppelt so lang wie breit mit einer Länge von 3 bis 6 mm und einer Breite von 2 bis 3,5 mm. Die inneren Blütenhüllblätter vergrößern sich bis zur Fruchtreife.

#### Frucht
Die sich in der Fruchtzeit rostbraun verfärbenden Valven sind eiförmig-dreieckig, dreieckig oder manchmal zungenförmig, ohne Zähne 3 bis 6 mm lang und 2 bis 3,5 mm breit, am Grund gestutzt. Sie sind am Rand meistens deutlich gezähnt, seltener aber auch fast ganzrandig, an der Spitze stumpf bis spitzlich und gerade. Die Zähne stehen zu zweit bis fünft an beiden Seiten des Randes; sie können zwischen 0,5 und 1,8 mm lang und länger oder kürzer als die halbe Breite der Valven sein. Meistens besitzt nur eine Valve eine Schwiele, seltener sind sie an allen drei Valven vorhanden und dann ist eine deutlich länger.
Die dunkel braunen bis rötlich braunen, glänzenden Nussfrüchte sind 2 bis 2,7 mm lang und 1,2 bis 1,7 mm breit und eiförmig sowie scharf dreikantig.

#### Phänologie
Die Blütezeit reicht je nach Standort von Mai oder Juni bis Juli oder September. Die Früchte reifen etwa einen Monat nach der Befruchtung.

#### Chromosomenzahl
Die drei aus Mitteleuropa nachgewiesenen Unterarten sind tetraploid mit Chromosomenzahlen von 2n = 40.

## Vorkommen

### Verbreitung
Der Stumpfblättrige Ampfer ist von der borealen bis zur submediterranen Zone Europas weit verbreitet und kommt auch noch in der mediterranen Zone bis Algerien vor, wird dort aber seltener und ist dort auf die Gebirge und auf niederschlagsreiche Gebiete beschränkt. Ursprünglich kommt er außerdem in Georgien, Aserbaidschan, im Iran, in der Türkei, in China, Japan und auf Taiwan vor. Der Stumpfblättrige Ampfer ist in klimatisch entsprechende Gebiete auf den anderen Kontinenten verschleppt (Neophyt).

### Standort
Der Stumpfblättrige Ampfer besiedelt ruderale Standorte an Graben- und Wegrändern und auf Schuttplätzen und Äckern, an Flussufern, auf Waldschlägen und als Überdüngungs- und Störzeiger auf Schnittwiesen und Weiden. Dabei bevorzugt er frische humusreiche oder rohe, nährstoffreiche Lehm- und Tonböden in hellen bis halbschattigen, luftfeuchten Lagen. Diese Standorte korrespondieren in Mitteleuropa mit folgenden Einheiten des pflanzensoziologischen Systems, in denen der Stumpfblättrige Ampfer seine Vorkommensschwerpunkte hat: Gesellschaften der Verbände Agropyro-Rumicion, Arction lappae, Aegopodion podagrariae, Epilobion angustifolii und der Klasse Molinio-Arrhenatheretea.

## Synökologie
Eine Einzelpflanze bildet etwa 7.000 Samen, die vom Winde getragen werden und auf dem Wasser schwimmen. Im Boden können sie etwa 40 bis 50 Jahre überleben und keimfähig bleiben. Der Stumpfblättrige Ampfer ist ein Lichtkeimer.
Der Stumpfblättrige Ampfer gilt als „Unkraut“ vor allem im Grünland, da er als konkurrenzstarker Platzräuber andere Pflanzen verdrängt und aufgrund des Oxalsäuregehaltes nur von wenigen Tierarten gefressen wird. Auch im Ackerbau ist die Pflanze vor allem im Getreidebau ertragsschmälernd und wird häufig chemisch oder mechanisch bekämpft.
Als Vorbeugemaßnahme sollte man neben der Vermeidung von hohen Güllegaben, Geilstellen und Bestandslücken die Pflanzen nie blühen oder gar fruchten lassen. Als manuelle Bekämpfung kann man das Ausstechen mit einem Ampferstecher/Blackeneisen oder das Ausziehen der Pflanze nach „Johanni“ (24. Juni) anwenden.
Der Stumpfblättrige Ampfer ist Futterpflanze der oligophagen Raupen des Großen Feuerfalters (Lycaena dispar Werneburg, 1864) sowie des Kleinen Feuerfalters (Lycaena phlaeas Linnaeus, 1761) und der polyphagen Raupen der Ampfer-Rindeneule (Acronicta rumicis Linnaeus, 1758), der Graubraune Seidenglanzeule (Caradrina morpheus Hufnagel, 1766), der Uferstauden-Markeule (Hydraecia micacea Esper, 1789), der Auenschuttflur-Blättereule (Lacanobia suasa Denis & Schiffermüller, 1775), der Buchdruckereule (Naenia typica Linnaeus, 1758), der Achateule (Phlogophora meticulosa Linnaeus, 1758) sowie des Raukenspanner (Timandra griseata W.Petersen, 1902).
Die Blätter der Art werden häufig von dem Schlauchpilz Cercospora rumicis befallen. Ebenso kommen die Rostpilze Puccinia phragmitis var. phragmitis und Uromyces rumicis auf dem Stumpfblättrigen Ampfer vor.

## Systematik
Rumex obtusifolius wurde 1753 von Carl von Linné in Species Plantarum erstveröffentlicht.
Von Rumex obtusifolius werden vier Unterarten akzeptiert:
- Rumex obtusifolius subsp. obtusifolius (Syn.: Rumex obtusifolius subsp. agrestis (Fries) Danser): Die 4,5 bis 6 mm langen, deutlich nervigen, eiförmigen bis dreieckig-eiförmigen, stumpfen Valven haben etwa so lange Zähne wie die Valvenbreite. Meist besitzt nur die nach außen zeigende Valve eine Schwiele. Der Blattstiel und die Nerven der Blattunterseite sind oft papillös-rau.[6][13] Das Verbreitungsgebiet dieser Unterart hat seinen Schwerpunkt in Westeuropa mit Vorkommen ohne die anderen Unterarten auf den Britischen Inseln, in Frankreich, Spanien und Italien. Auch im westlichen Mitteleuropa ist dies die häufigste Sippe. Gegen Osten hin wird sie zunehmend von subsp. silvestris abgelöst.[12][4]

- Rumex obtusifolius subsp. silvestris (Wallr. ex Becker) Čelak.[14] (Syn. Rumex obtusifolius var. silvestris Wallr. ex Becker[15] (Basionym), Rumex sylvestris Wallr.[16] non Campd., non Lapathum sylvestre Lam.[17][12]): Die nur 3 bis 4 mm langen, undeutlich nervigen Valven sind ganzrandig oder haben am Grund kurze, unter 1 mm lange Zähne. Alle drei Valven besitzen eine Schwiele. Der Blattstiel und die Nerven der Blattunterseite sind völlig kahl.[6][13] Das Verbreitungsgebiet dieser Unterart erstreckt sich über Osteuropa (Vorkommen ohne die anderen Unterarten ostwärts ab Polen und den baltischen Ländern) und erreicht in Mitteleuropa seine westliche Grenze.[12][4] In Asien kommt sie im Kaukasusraum vor.[7]

- Rumex obtusifolius subsp. subalpinus (Schur) Rech.f.: Die 5 mm langen, deutlich nervigen, schmal dreieckigen bis zungenförmigen, spitzen Valven haben kurze, etwa halb so lange Zähne wie die Valvenbreite. Meist besitzt nur die nach außen zeigende Valve eine Schwiele. Der Blattstiel und die Nerven der Blattunterseite sind meist glatt oder wenig rau. Das Verbreitungsgebiet dieser Unterart reicht von der Balkan-Halbinsel und – ohne die anderen Unterarten – über Anatolien bis zum Iran.[7] Nur von Österreich sind Übergangs- und Annäherungsformen bekannt; zweifelsfreie Nachweise fehlen jedoch wie im übrigen Mitteleuropa auch hier.[13][12][4]

- Rumex obtusifolius subsp. transiens (Simonk.) Rech.f.: Die 4 bis 5 mm langen, deutlich nervigen, eiförmigen bis dreieckig-eiförmigen, stumpfen bis spitzlichen Valven haben kurze, etwa halb so lange Zähne wie die Valvenbreite. Die drei Valven besitzen ungleiche Schwielen. Der Blattstiel und die Nerven der Blattunterseite sind meist kahl, seltener rau.[6][13] Das Verbreitungsgebiet dieser wahrscheinlich hybridogenen Unterart hat seinen Schwerpunkt im Überlappungsgebiet von Rumex obtusifolius subsp. obtusifolius und Rumex obtusifolius subsp. silvestris und reicht von Südskandinavien über Mitteleuropa bis zur Balkanhalbinsel.[7] Sie ist in Mitteleuropa deutlich seltener als subsp. obtusifolius.[12][4]

## Nahrungs-, Heil- und Giftpflanze
Die frischen Blätter des Stumpfblättrigen Ampfers werden von Menschen gegessen, zum Beispiel als Mischsalatbestandteil, Spinat-Anteil, oder in Gemüsebrühe. Auch die getrockneten Samen werden als Gewürz verwendet. Die Blätter haben einen relativ hohen Oxalsäureanteil, deshalb kann deren Verzehr bei Menschen und Tieren zu Unverträglichkeiten oder einem Mangel an Mineralstoffen, insbesondere Calcium, führen. Die Blätter dienen den Larven der Schmetterlingsarten Lycaena hyllus und Pyropteron siculum als Nahrungsgrundlage.
Im Heu und auf der Weide ist die Pflanze wie alle Ampferarten wegen ihres Oxalsäuregehaltes unerwünscht.
Die Pflanze wird auch in der Volksmedizin angewendet: Ein Sud aus den Wurzeln gegen Verstopfung und Hautleiden, die Samen bei Durchfall, Ekzemen und zur Blutreinigung; die Blätter sollen, auf Wunden aufgelegt, deren Heilung beschleunigen.

## Volksnamen
Der Stumpfblättrige Ampfer wird unter anderem auch Stumpfblatt-Ampfer, Grindkraut, Grind-Ampfer, Grindwurz(el), Halber Gaul, Halbe Gäckle, Halber Ampfer, Halbes Ross, Halbpferd, Wildes Ross, Pferdts- oder Pferdeampfer, Pferde-Melde, Ross-Mangold, Wilder Mangold, Wilder Tabak, Wilde Rhebarber, Rother Hederich, Blacke, Blackte, Popenpletsch, Dockenkraut, Doggen-, Docken-, Bocken-, Pocken- oder Rockenblätter, Roggenblatt, alte Ross, Rotstock, Krötenblätter, Ohmbletter, Butterblätter, Butterweckenkraut, Stripf, Stripf(en)-, Strupf(en)-, Streif- oder Streippertwurz(el), Struppsalat, Strupp-, Strupf-, Stripp- oder Schorflattich, Weyschwanz, Ochsenschwanz, Ochsenzunge, Kuhzunge, Zitterwurz, Paartenwurtz, Bardenwurzel, Lendenwurz, Memwelwurz, Mergelwurz, Mängelwurz, Bubenkraut, Lamstadl, Schlipfen oder Lendenkraut genannt.